# Centrale hydroélectrique de Messaure
La centrale hydroélectrique de Messaure est une centrale hydroélectrique située dans la commune de Jokkmokk, au nord de la Suède.